# Qarabulaq (Sairam)
Qarabulaq (kasachisch Қарабұлақ, russisch Карабулак Karabulak) ist eines der größten Dörfer im Audan Sairam im Gebiet Türkistan, Kasachstan Die Bevölkerung betrug 2012 etwa 45.000.

## Geographie
Die gesamte Landfläche beträgt 11.134 ha. Der Ort liegt 200 km von der Stadt Türkistan entfernt und etwa 18 km von Aqsukent entfernt.

### Klima
Das Klima von Qarabulaq ist stark kontinental. Die Winter sind kalt und schneereich und die Sommer sind sengend heiß. Im Winter kühlt die Lufttemperatur auf −31 °C ab, die Durchschnittstemperatur im Januar beträgt 3–4 °C. Im Sommer beträgt die Temperatur 35–43 °C, die Durchschnittstemperatur im Juli liegt bei 24–26 °C.

## Geschichte
Einigen Quellen zufolge lebten bereits in vorchristlicher Zeit Menschen auf dem Gebiet des Dorfes. Nach der Arabischen Invasion gehörte Zentralasien zu den persischen Samaniden. Auch Qarabulaq wurde erobert, 893 wurde es Teil des Samanidenreiches. Von 990 bis 1141 war Qarabulaq Teil des Karachanidenstaates. Bis zur Eroberung Zentralasiens durch die Mongolen unter Dschingis Khan (1219–1221) war Qarabulaq Teil des Khorezmer Staates (1141–1219). Von 1221 bis 1370 war Karabulok Teil des Tschagatai-Khanats, zwischen 1370 und 1501 war es Teil des Timuridenreiches und ab 1501 stand es unter der Führung der Schaibaniden. Danach wurde es Teil des Khanats von Buchara. Später, im Jahr 1598, eroberte Tavakkal Khan Qarabulaq zusammen mit mehreren Städten und die Siedlung ging in die Hände des kasachischen Khanats über. Bis 1784 wechselten die Herrscher regelmäßig zwischen Usbeken und Kasachen. Im Jahr 1784 wurde Qarabulaq vom Staat Taschkent unter der Führung von Yunuskhoja erobert, und schließlich wurde der Staat Taschkent im Jahr 1809 vom Khanat Kokand unterworfen. Von 1809 bis 1876 war Qarabulaq Teil des Kokan-Khanats. Mitte des 19. Jahrhunderts war das Russische Reich in Zentralasien präsent und begann, das Gebiet zu besetzen. Bis zum Ende des 19. Jahrhunderts hatte das Russische Reich alle drei Khanate erobert, die das Gebiet des heutigen Usbekistan beherrschten. Das Chiwa-Khanat wurde 1873 besiegt. Das Khanat Buchara wurde 1866 erobert. Das Kokan-Khanat wurde 1876 offiziell in das Russische Reich eingegliedert.
Obwohl Qarabulaq in der Geschichte ein Ort war, an dem überwiegend Usbeken lebten, wurde es zum heutigen Kasachstan gezählt. Als die Russen die Autonome Sozialistische Sowjetrepublik Turkestan in autonome Regionen aufteilten, wurde Karabulok in die Kirgisische ASSR eingegliedert, die später zur kasachischen SSR umorganisiert wurde. Nach dem Zerfall der Sowjetunion wurde die Kasachische SSR zu Kasachstan. Gleichzeitig schloss sich Karabulok, dessen nationale Zusammensetzung nur aus Usbeken besteht, Kasachstan an. Einigen Quellen zufolge haben die Sowjets die Grenzen bewusst so gezogen, dass sie nicht mit dem historischen Wohnort der Volksgruppen übereinstimmten. Der Zweck bestand darin, sicherzustellen, dass die historischen Eigentümer dieser Gebiete vollständig Moskau unterstellt waren, und so ihre Verwaltung zu erleichtern. Diesen Quellen zufolge bestand der Zweck der Schaffung separater Länder darin, panturkische und panislamische Strömungen in Zentralasien zu verhindern. Einige schreiben diese Strategie Josef Stalin zu. Derzeit gibt es in Kasachstan viele Siedlungen, in denen die lokale Bevölkerung hauptsächlich aus Usbeken besteht. Viele in Zentralasien lebende Menschen glauben, dass sie eigentlich Teil eines anderen Landes sein sollten. Nach Ansicht einiger Wissenschaftler war es bei der Festlegung der Grenzen der zentralasiatischen Länder durch die Sowjets nicht möglich, die nationalen und territorialen Grenzen gerade deshalb zu bestimmen, weil in diesen Ländern Vertreter vieler Nationalitäten zusammenlebten.

## Wirtschaft
Die meisten Einwohner von Qarabulaq arbeiten in Landwirtschaft und Viehzucht. Das Dorf ist das einzige in Kasachstan, in dem mehr als 70 % der Bevölkerung beschäftigt sind. Im Dorf gibt es zahlreiche Mühlen, Unterhaltungsteehäuser, Restaurants, Hochzeitssäle usw. 115 Tonnen Fleisch werden täglich aus diesem Dorf exportiert.  Eine weitere Besonderheit dieses Dorfes ist, dass sich in diesem Dorf auch der größte Warenmarkt Kasachstans befindet. Die Fläche des Dorfes ist im Vergleich zu anderen Dörfern klein. Im Dorf gibt es 54.832 Rinder. Die Zahl der Milchkühe beträgt 8.475, die Zahl der Jährlinge 12.500 und die Zahl der Schafe und Ziegen 61.800. Obwohl das Weideland um Qarabulaq über 7.000 Hektar groß ist, mangelt es an Weideland für die Viehzucht.

## Bevölkerung
Qarabulaq hatte 2021 etwa 52.000 Einwohner, nach inoffiziellen Quellen leben dort bis zu 70.000 Menschen. Die große Mehrheit der Bevölkerung sind Usbeken.
Die Geburtenrate in Qarabulaq ist außergewöhnlich hoch, so wurden in 10 Monaten des Jahres 2005 980 Kinder geboren.
| Einwohnerentwicklung               | Einwohnerentwicklung | Einwohnerentwicklung | Einwohnerentwicklung | Einwohnerentwicklung | Einwohnerentwicklung |
| 1939                               | 1959                 | 1979                 | 1999                 | 2009                 | 2021                 |
| ---------------------------------- | -------------------- | -------------------- | -------------------- | -------------------- | -------------------- |
| 6.761                              | 8.851                | 16.428               | 28.669               | 35.301               | 51.561               |
| Anmerkung: Volkszählungsergebnisse |                      |                      |                      |                      |                      |

### Ethnische Zusammensetzung
Laut Statistik von 2015 hatte Qarabulaq 43.100 Einwohner. Nach der nationalen Zusammensetzung stellen sich diese wie folgt dar:
1. Usbeken – 42.983 Personen (99,73 %)
2. Kasachen – 87 Personen (0,2 %)
3. Uiguren – 27 Personen (0,06 %)
4. Russen – 3 Personen (0,01 %)
5. Gesamt – 43.100 Personen (100 %)

## Soziales
Im Dorf gibt es 17 Schulen, 2 Hochschulen und 3 Märkte. Außerdem gibt es in Qarabulaq 24 Moscheen, 6 Notaufnahmestellen, 2 Krankenhäuser, 8 Kindergärten, 4 Sportanlagen, 15 Sporthallen, 2 Postdienste, 1570 Vieh- und Landwirtschaftsbetriebe und das nach Alisher Navoi benannte Kulturhaus, das größte, meistbesuchte und prestigeträchtigste im Bezirk Sayram. Weiterhin gab es nach Daten aus dem Jahr 2015 5 Hochzeitssäle und 64 Cafés.

## Bildung
Die erste Schule auf dem Gebiet der Dorfverwaltung hieß „Oktom“. Sie wurde 1898 von einem Mann namens Anor Domla eröffnet. 1920 wurde sie in eine sowjetische Schule umgewandelt. Im Jahr 1936 erhielt es den Namen I. W. Stalin. Seit 1962 heißt es nach Hamza. Im Dorf gibt es 12 Bibliotheken. Ihr gesamter Bücherbestand beträgt etwa 55.000. Derzeit gibt es in Qarabulaq eine Hochschule, 8 weiterführende Schulen und 3 Teilzeitschulen. In ihnen lernen etwa 11.000 Schüler, um die 1.000 Lehrer unterrichten.

## Gesundheit
Auf dem Gebiet der Gemeinde sind zwei Zweigstellen des Bezirkskrankenhauses, zwei Familienkrankenhäuser, zwei medizinische Zentren und ein privates Krankenhaus „Komilow“ tätig, in denen etwa 500 medizinisches Personal arbeitet.

## Sport
Im Dorf Qarabulaq sind vor allem Volleyball- und Fußballsportarten gut entwickelt. Die Volleyballmannschaft Qarabulaq gewann 2013 die nationale Volleyballmeisterschaft.